# Michele Cammarano
Michele Cammarano (né à  Naples le 25 février 1835 et mort dans la même ville le 15 septembre 1920) est un peintre italien qui est surtout connu pour ses scènes de bataille.

## Biographie
Michele Cammarano est issu d'une famille d'artiste. Son grand-père Giuseppe est un peintre  et son père  Salvadore  librettiste de Giuseppe Verdi. Il s'inscrit à l'Accademia di belle arti di Napoli en 1853. Par la suite il a étudié avec Gabriele Smargiassi, Giuseppe Mancinelli et les frères  Palizzi  (Filippo et Giuseppe), peintres de style Naturalistes . Il a eu sa première exposition en 1855 au "Real Museo Borbonico".

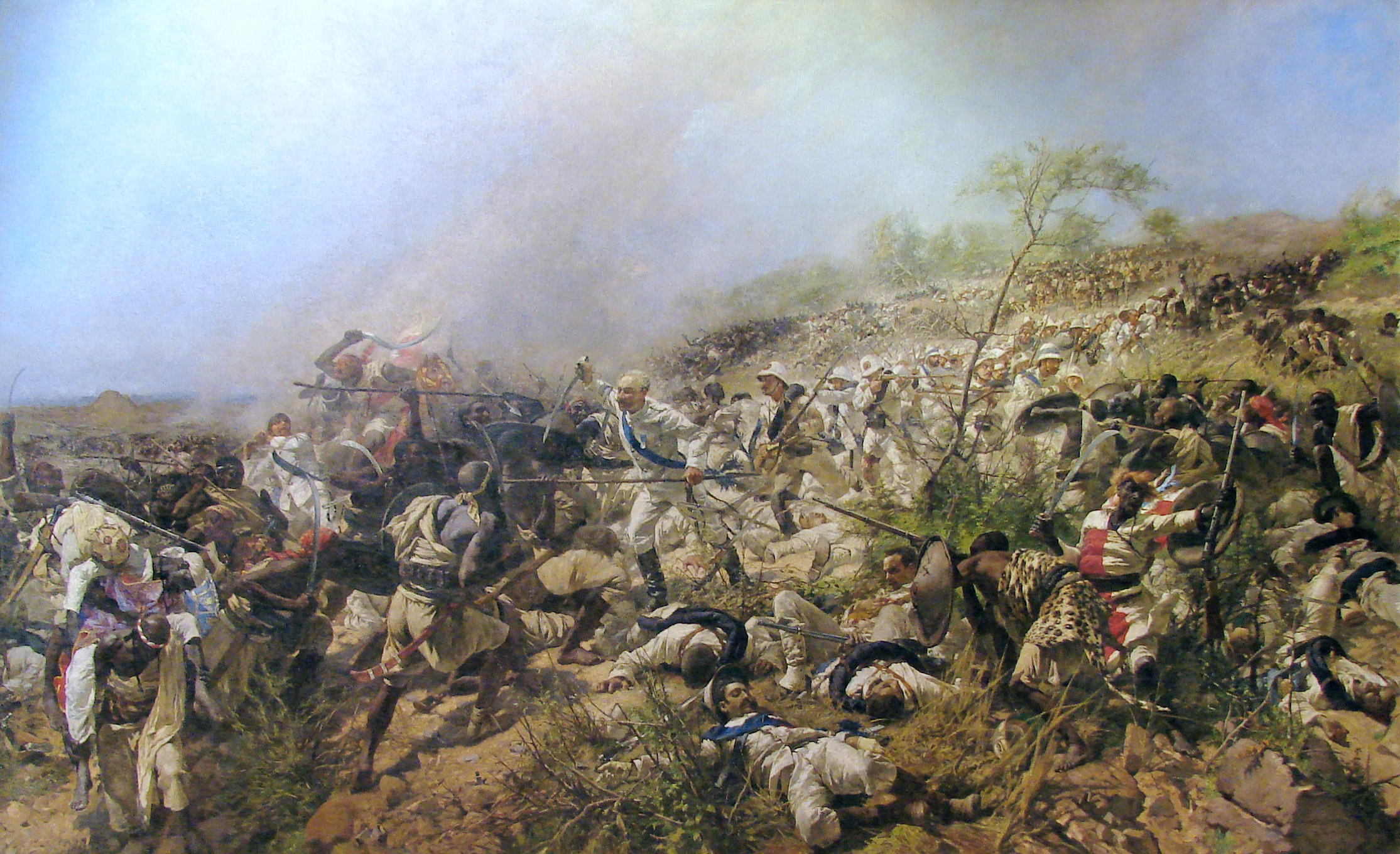
La Bataille de Dogali (1896)

En 1860,  fasciné par Giuseppe Garibaldi il s'engage dans la Guardia Nazionale pour aider à éliminer le brigantaggio; une étape majeure de la réunification de l'Italie. Ses expériences a une influence décisive sur sa carrière artistique. Un bref séjour à Florence, après son service, l'a amené au contact avec les Macchiaioli. En 1863, l'une de ses peintures a été achetée par le Roi Victor-Emmanuel II.
En 1865, il s'installe à Rome puis, en 1867, à Venise. En 1870, son admiration pour Gustave Courbet l'a conduit à Paris et découvre les œuvres de Théodore Géricault.
En 1888, le gouvernement italien lui commande une toile monumentale représentant la Bataille de Dogali (1887). Il se rend  à Massaoua pour inspecter le lieu de bataille et y reste près de cinq ans pour achever la peinture. Là, il a également créé des paysages et des portraits de la population locale.
En 1900, il est désigné pour succéder à son ancien professeur, Filippo Palizzi, Professeur à l'Institut de Naples. Après cela, sa productivité baisse; bien qu'il ait fait quelques voyages en Sicile pour peindre des paysages. Une rue de Naples a été nommé en son honneur.

## Une sélection des peintures
- Loisirs et travail, 1862-1863, huile sur toile, 57 × 116 cm, Musée de Capodimonte, Naples[4]
- Les Bûcherons, vers 1878, huile sur toile, 20 × 27 cm, Musée de Capodimonte, Naples[4]

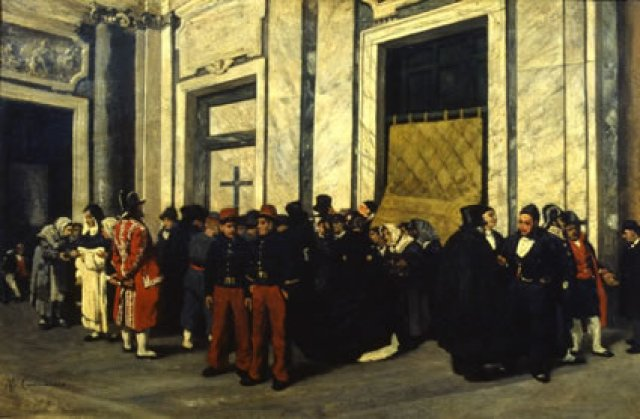
L'Atrium de Santa Maria Maggiore (1865/66)
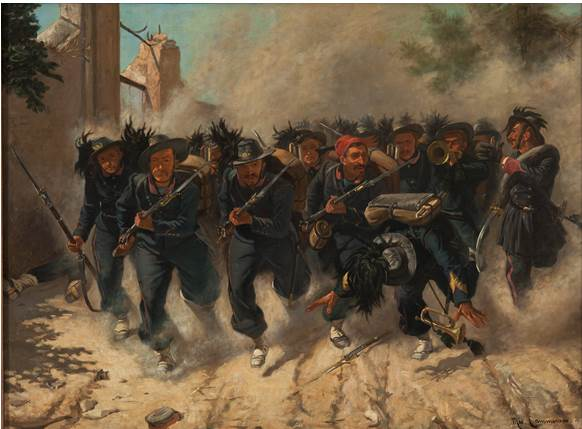
L'Infanterie à Porta Pia (1870)
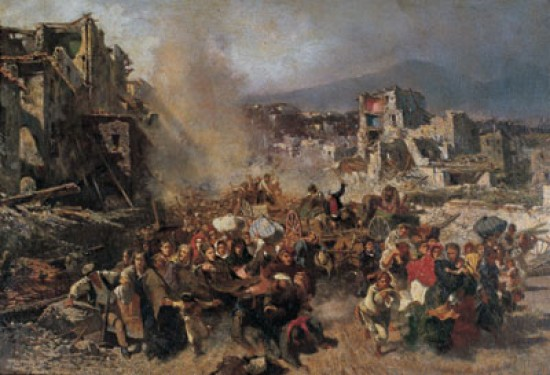
Les Effets d'un Tremblement de terre (date inconnue)
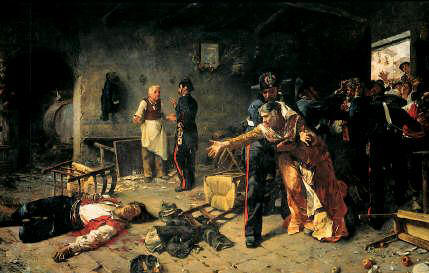
Jeu d'Atout (1886)